# Substandard
Das Wort Substandard (lateinisch sub ‚unter‘) bezeichnet allgemein den unter einem genau festgelegten Standard liegenden Tatbestand einer Sache.
In der Sprachwissenschaft (Linguistik) bezeichnet Substandard (Substandardvarietäten, Nichtstandardvarietäten) den sprechsprachlichen Bereich unterhalb der normierten Standardsprache. Damit gehören sowohl dialektale als auch regiolektale Varietäten (Umgangssprachen) zum substandardsprachlichen Bereich. Um den möglicherweise pejorativen Aspekt des Sub- beziehungsweise „unter-“ zu vermeiden, wird heute gleich absolut von Nonstandard gesprochen.